# Tajvan
Tajvan – wyspa w Czechach, największa wyspa na Zbiorniku Lipnowskim (północna część jeziora) w kraju południowoczeskim. Powstała wraz ze zbiornikiem w latach 1952-1959.
Wyspa znajduje się około trzech kilometrów na południowy wschód od miejscowości Horní Planá, w miejscu dawnego półwyspu przy ujściu Ostřice do Wełtawy. Najwyższy punkt wyspy jest zlokalizowany na wysokości 737 m n.p.m. Wyspa ma około 3,5 ha, 277 metrów długości i 163 metry szerokości. Porasta ją las mieszany z przewagą brzóz i sosen. Przedmiotem ochrony są tutaj siedliska ptactwa wodnego i rzadkiej fauny wodnej. Żyją tu też żmije. Brzegi wyspy stanowią piaszczyste plaże.
Według miejscowego podania nazwa wyspy powzięta została od przezwiska lokalnego rybaka, który charakteryzował się skośną budową oczu i miał przydomek Chińczyka. Inna z interpretacji głosi, że nazwa została wymyślona przez kartografów planujących zbiornik wodny, ponieważ spodziewana wyspa na planach przypominała swoim kształtem wyspę Tajwan.
W okolicach wyspy, przed zbudowaniem zapory wydobywano grafit. Z wyspą sąsiaduje półwysep Hůrka (736 m n.p.m.) i druga, mniejsza wyspa o nazwie Malý Tajvan.